# Lea (Pontesbury)
Lea – przysiółek w Anglii, w Shropshire, w dystrykcie (unitary authority) Shropshire. Leży 2,2 km od Pontesbury, 9,1 km od miasta Shrewsbury i 229,9 km od Londynu. W latach 1870–1872 osada liczyła 132 mieszkańców.